# Selaginella filicaulis
Selaginella filicaulis là một loài dương xỉ trong họ Selaginellaceae. Loài này được Sodiro mô tả khoa học đầu tiên năm 1893.